# Udra
Udra (ros. Удра) – rzeka w europejskiej części Rosji, w obwodzie smoleńskim, dopływ rzeki Kloc. Należy do dorzecza Dźwiny i zlewiska Morza Bałtyckiego. Długość rzeki wynosi 27 kilometrów, a powierzchnia dorzecza sięga 180 km².